# Tony Akins
Anthony Jewell Akins, detto Tony (Lilburn, 3 luglio 1980), è un ex cestista statunitense.